# Rosa Mesa
Rosa María Rodríguez Mesa (Las Palmas de Gran Canaria, 1969), conocida como Rosa Mesa, es una artista activista española cuya obra ha sido exhibida en multitud de países.

## Trayectoria
En 1992, se licenció en Derecho por la Universidad de Las Palmas de Gran Canaria. Tres años más tarde, en 1995, emigró a Canadá donde cursó el Grado en Bellas Artes en el Ontario College of Art and Design University (OCAD University). En 2002, comenzó su carrera profesional como artista y en 2004 obtuvo una beca para estudiar un Máster en Aplicaciones del Arte por la Universidad de Barcelona (UB).
Desde 2004, Mesa ha trabajado entre España, Canadá, Alemania y Suiza, donde ha estado haciendo varias residencias de arte. De 2005 al 2007, trabajó en la Galería ADN de Barcelona y, en el 2011, fundó junto a María Linares el proyecto daily servicies en Berlín desde donde comisaría proyectos de intervención pública. En 2011, fundó junto al artista Thomas Proffe el proyecto Nutoro con distintos eventos culturales expuestos en distintos museos e instituciones. Su obra artística en el ámbito de la performance ha sido exhibida en la Bienal de artistas Jóvenes de Yugoslavia 2005, en la X Bienal de La Habana 2009, y fue ganadora de Madrid Procesos 2011.
Desde 2012, ha participado en los Espacios de Producción de Artes Visuales, en el Centro de Arte La Regenta en Las Palmas de Gran Canaria. Durante 2014 y 2015 su obra fue representada en Las Palmas y Toronto formando parte de la Bienal Miradas de mujer 2015. En los últimos años, su obra ha sido objeto de numerosas exhibiciones: Festival de Arte y Performance (FADO) en 2015, Casa-Museo Pérez Galdós en 2015, Casa de Colón en 2016, Centro Atlántico de Arte Moderno (CAAM) en 2017 y Tenerife Espacio de las Artes (TEA) en 2018.
Rosa Mesa es miembro fundador de la Asociación Latinoamericana de artistas de Toronto, miembro del espacio Aspacen de Toronto, miembro del colectivo daily services y artista del Kunst en the Offentilich Raum en Berlín. Su obra, dentro de las disciplinas de la pintura, el dibujo, las performances y las instalaciones, gira en torno a temas tales como la identidad, la migración, el deconstruccionismo, el feminismo, la semiótica y el arte público. Además, reivindica en su obra la Declaración Universal de los Derechos Humanos.
Además de performer, Mesa ha sido coordinadora de un ciclo de arte celebrado en la Casa de Colón en Las Palmas de Gran Canaria. En 2021, presentó la obra Seis novelas de Galdós, una novela gráfica para jóvenes con 70 viñetas basadas en los personajes femeninos de las obras Doña Perfecta, Gloria, Tormento, Marianela, Tristana o Fortunata y Jacinta del escritor Benito Pérez Galdós.

## Obra
- 2021 – Seis novelas de Galdós. Casa-Museo Pérez Galdós.